# تيري بوش
تيري بوش (بالإنجليزية: Terry Bush)‏ (29 يناير 1943 - 3 أغسطس 2018) هو لاعب كرة قدم بريطاني في مركز الهجوم. لعب مع نادي بريستول سيتي.

## وصلات خارجية
- تيري بوش على موقع قاعدة بيانات كرة القدم.إي يو (الإنجليزية)